# Namysłów
Namysłów (Duits: Namslau) is een stad in het Poolse woiwodschap Opole, gelegen in de powiat Namysłowski. De oppervlakte bedraagt 22,62 km², het inwonertal 16.604 (2005).

## Verkeer en vervoer
- Station Namysłów